# ريتشي ستيفنز
ريتشي ستيفنز (بالإنجليزية: Richie Stephens)‏ هو كاتب أغاني ومنتج أسطوانات جامايكي، ولد في 5 ديسمبر 1966.

## وصلات خارجية
- الموقع الرسمي
- ريتشي ستيفنز على موقع ميوزك برينز (الإنجليزية)
- ريتشي ستيفنز على موقع ديسكوغز (الإنجليزية)